# オープンソース・グループ・ジャパン
一般社団法人オープンソース・グループ・ジャパン（英: Open Source Group Japan）は、オープンソースの振興活動を目的とする一般社団法人である。オープンソースの定義、Open Source Initiativeが承認するオープンソースライセンスなどの日本語訳を公開している。また、日本国内においてオープンソース商標の管理も行っている。
2000年8月13日に八田真行、佐渡秀治らを中心に非営利の任意団体として設立された。2020年9月28日に一般社団法人として登記が行われた。